# Den Store Skattejagt
|  | Sammenskrivningsforslag Artiklen Den Store Skattejagt er foreslået føjet ind i Magnus og Myggen. (Siden april 2013) Diskutér forslaget |

Den Store Skattejagt er et computerspil med Magnus og Myggen. Det er nr. 2 spil i serien, og handler om at Magnus og Myggen skal lede efter en skat på slottet i paradisparken. Undervejs skal de overvinde forskellige udfordringer, finde ting, og kæmpe imod modstandere.

## Gameplay

### Intro (Advarsel, handling for spil afsløres!)
Grev Ædelborg den 9, der ejer paradisparken, og slottet beliggende deri, bliver en aften opsøgt af den onde Hr. Skumlesen. Hr. Skumlesen forlanger at greven skal betale ham en masse penge, som greven skylder ham, og giver kun greven en time til at skaffe dem. Hvis ikke greven kan betale, vil Hr. Skumlesen overtage slottet og paradisparken, hvor Magnus og Myggen bor, og lave parken om til en stor losseplads. Til stor skræk og rædsel for Magnus og Myggen, der overhører greven og Hr. Skumlesens samtale. Greven og grevinden nævner at grevens forfædre har gemt en skat på slottet, men de har ikke haft held med at finde den, hvilket Magnus og Myggen beslutter sig for at gøre.

### Spil
Magnus og Myggen starter i slottets forhal, hvor der er mange døre, som hver fører til specielle rum, sale, trapper osv. Nogle rum er aflåst, og Magnus og Myggen skal først finde nøglerne til rummet. I hvert rum skal Magnus og Myggen finde alle mulige forskellige ting, som skal bruges for at klare spillet. Alle ting man finder anbringes i en kuffert, og kan derved bruges senere i spillet.
Derudover skal de løse gåder for at komme videre, og nogle gange skal der overvides en udfordring. Fx skal Magnus og Myggen ned i et kælderrum. Dette rum er bevogtet af et spøgelse, som kaster med dødningehoveder for at forhindre dem i at komme forbi. Her skal Magnus undvige de dødningehoveder som spøgelset kaster.
Da spillet er baseret på træk, er der muligheder for at skaffe ekstra træk, ved undersøgelser af slottets rum, og ved at gennemføre enkelte gåder som der stilles i flere rum. Derved kan man finde et såkaldt "glemt øjeblik"

### Labyrint
Magnus og Myggen vil efter at have gennemgået det meste af slottet, nå til et hemmeligt rum, hvor en skelet-vogter passer på skatten. Skelet-vogteren stikker af fra Magnus og Myggen, da han kun vil udlevere skatten til grev Ædelborg den 2, som for længest er død. Da Magnus og Myggen følger efter skelet-vogteren, skal de gennemføre en labyrint, hvor de skal samle sten og nøgler, for at komme gennem labyrinten. Undervejs i labyrinten samler de også små tænder op. En såkaldt "tidens tand" som er det eneste der kan besejre skelet-vogteren. (Labyrinten er kun med i førsteudgaven af spillet).
Når labyrinten er gennemgået, skal Magnus og Myggen kæmpe imod skelet-vogteren. Når han er besejret, afsluttes spillet, hvor greven og grevinden fejrer at skatten er fundet, og de nu kan betale Hr. Skumlesen.

### Spøgelser
Ved toppen af trappen, på slottets første sal, hænger portrætter af fem afdøde medlemmer af grevens slægt, Ædelborg. Deres gravsteder findes i slottets kælder. I nogen af slottets rum spøger disse fem slægtninge stadig, og da Magnus og Myggen er meget bange for spøgelser, kan et rum ikke besøges rigtigt før spøgelset har lagt sig til hvile i sin grav. Hvert portræt af slægtningen der hjemsøger slottet, har en gåde skrevet. Fx under slægtningen Hubertus Ædelborg (1912 - 1984), er citatet: "At trutte i horn er sagen." For at kunne besøge rummet som Hubertus Ædelborg hjemsøger, skal Magnus og Myggen finde Hubertus jagthorn, og lægge den i hans grav i slottets kælder. Herefter vil Hubertus Ædelborgs spøgelse vende til sin grav, og ikke længere hjemsøge slottet. Hvortil Magnus og Myggen bedre kan besøge det tidligere hjemsøgte rum.

## Tidsbaseringen
Spillet skal forestille at vare en enkelt time, (fra kl. 23 -24). Den tilbageværende tid indikeres ved et stearinlys, der er i barens højre nedre hjørne. Gennemføres spillet ikke, vises skrækscenariet, hvor Hr. Skumlesen har omdannet hele paradisparken til en gigantisk losseplads, imens klokken slår 12.

### Forvirring omkring tid
Spillet er siden udgivelsen blevet kritiseret for at være meget svært, i forhold til det forudgående spil 'Leg og Lær'. Især tidsdelen er blevet kritiseret. Til trods for at der er ur, og stearinlys der viser tiden, er spillet faktisk ikke tidsbaseret, men derimod baseret på træk. Hvad mange ikke har været klar over, var at tiden i spillet går kun hver gang Magnus og Myggen går ind i et rum. Når først Magnus og Myggen er i et rum, står tiden stille indtil de igen forlader rummet. Der er derfor ikke tidsbegrænsning ved at opholde sig i de forskellige rum, der frit kan undersøges. Dette skabte en del forvirring blandt dem der spillede spillet, da de ikke gav sig tid til at undersøge rummene ordentligt før de igen forlod rummene, hvorved tiden løb ud. Noget der kunne have været kommunikeret bedre ud, ifølge skaberen af spillet, Ole Ivanoff

## Stemmer
Følgende har lagt stemmer til karaktererne i spillet
Kirsten Cenius
- Fortæller

Jesper Klein
- Magnus
- Myggen
- Hr. Skumlesen
- Grev Ædelborg den 9
- Grevinden
- Skattens vogter
- Bertha Ædelborgs spøgelse
- Mus med gebis